# 平井邦彦
平井 邦彦（ひらい くにひこ、1944年 - ）は、日本の工学者であり、防災対策の専門家。都市計画家である。学位は博士（工学）。称号は長岡造形大学名誉教授。

## 略歴
広島県生まれ。東京大学大学院工学系研究科都市工学専攻博士課程修了。専門は都市計画、都市防災など。主な職務経歴としては、株式会社防災都市計画研究所研究員を経て、財団法人都市防災研究所に転籍。同研究所で事務局長まで務めた後、1995年より長岡造形大学教授となる(後、名誉教授)。主に、防災まちづくりの観点から阪神・淡路大震災や新潟県中越沖地震等の研究に取り組んでいる。主な公職としては、新潟県防災立県推進戦略顧問をはじめ数々の行政委員を務めるほか、社団法人中越防災安全推進機構理事や中越復興市民会議顧問等を歴任。中越地域における震災復興活動にも関わっている。

## 業績等
- 平井邦彦著「新潟県中越地震から10年−新潟県中越地方で展開された「協働の復興中山間地づくり」− (PDF) 」日本災害復興学会編『復興 通巻 第11号（Vol.6 No.2)』ほか[3]。